# Ketovsky (huyện)
Huyện Ketovsky (tiếng Nga: ? райо́н) là một huyện hành chính tự quản (raion), của Tỉnh Kurgan, Nga. Huyện có diện tích 3292 km², dân số thời điểm ngày 1 tháng 1 năm 2000 là 54900 người. Trung tâm của huyện đóng ở Ketovo.